# مجموعه ورزشی آزادگان جهرم
مجموعه ورزشی آزادگان جهرم یکی از ورزشگاه‌های شهرستان جهرم می‌باشد. در سال ۱۳۹۱ مسئولین ورزشی این شهرستان اقدام به ترمیم چمن این ورزشگاه کردند که تاکنون به پایان نرسیده است.
همچنین به علت حضور تیم بدمینتون جهرم در سوپر لیگ ایران این سالن میزبان این مسابقات در سطح کشور و استان می‌باشد. مالک این مجموعهٔ ورزشی اداره ورزش و جوانان جهرم می‌باشد.

## امکانات
این مجموعه دارای امکانات زیر می‌باشد:
- زمین چمن فوتبال
- زمین فوتسال
- زمین دو منظورهٔ والیبال و بسکتبال[۳]
- پیست دو و میدانی
- سالن اختصاصی بدمینتون[۴]